# Георгий Амируци
Георгий Амируци (также Амирутци, греч. Γεώργιος Ἀμη(ι)ρούτζ(σ)ης; 1400, Трапезунд — 1470, Константинополь) — византийский государственный деятель, философ, писатель.

## Биография
Георгий Амируци родился в 1400 году в семье аристократов в городе Трапезунде. В юности получил хорошее образование и впоследствии стал знатным чиновником.
В 1439 году Георгий был послан в качестве греческой делегации на Ферраро-Флорентийский собор, где принимал активное участие. Вначале он поддерживал заключение унии с католиками, однако позже поменял свою точку зрения на противоположную.
В 1449 году Георгию Амируци была присвоена должность протовестиария, что делало его одним из главных лиц в делах внешних связей Трапезундской империи.
С 1463 года Георгий оказывал значительное влияние на дела Константинопольского патриархата.
В 1470 году Георгий Амируци скончался в Константинополе.

## Труды
Георгию Амируци принадлежит множество сочинений на богословско-философские темы. «Диалог о вере в Христа с турецким султаном» является одним из самых известных его сочинений. Оно состоит из бесед с султаном о сущности христианства и ислама.